# Sindrome di Tôret
| Recensione | Giudizio |
| ---------- | -------- |
| Rockol     |          |

Sindrome di Tôret è il terzo album in studio del rapper italiano Willie Peyote, pubblicato il 6 ottobre 2017 dalla 451.

## Descrizione
Il nome dell'album è un gioco di parole tra sindrome di Tourette e Torèt (AFI [tʊˈrɛt]), che in dialetto torinese indica le tipiche fontanelle cittadine a testa di toro, ed è contemporaneamente un omaggio alla sua città, già presente nell'album Educazione sabauda.
Dal punto di vista musicale il disco risulta contaminato da svariate influenze, passando dal jazz al funk.

## Tracce
Testi di Willie Peyote, eccetto dove indicato.
1. Avanvera – 2:37
2. I cani – 3:42
3. Ottima scusa – 3:17
4. C'hai ragione tu (feat. Dutch Nazari) – 3:28 (testo: Willie Peyote, Dutch Nazari)
5. Metti che domani – 3:12
6. Le chiavi in borsa – 2:46 (testo: Willie Peyote, Dutch Nazari)
7. Giusto la metà di me – 4:09
8. Portapalazzo – 3:28
9. Il gioco delle parti – 2:45
10. 7 miliardi (skit) (Giorgio Montanini) – 0:56
11. Donna bisestile (feat. Jolly Mare) – 3:27
12. Vilipendio – 2:42
13. Vendesi (feat. Roy Paci) – 3:12

## Formazione
Musicisti
- Willie Peyote – voce (eccetto traccia 10)
- Dario Panza – batteria (eccetto traccia 10)
- Luca Romeo – basso (eccetto traccia 10)
- Marco Rosito – chitarra (eccetto traccia 10)
- Matteo De Benedittis – pianoforte (tracce 1, 3, 8 e 13), Rhodes (tracce 3, 5, 6, 8, 9 e 12), Wurlitzer (traccia 13)
- Vito Scavo – basso tuba (traccia 1), trombone (tracce 3, 6, 7 e 13)
- EraSfera – cori (traccia 1)
- Massimo Romiano – organo (traccia 2)
- Paolo De Angelo Parpaglione – sassofono (tracce 2, 3 e 7)
- Stefano Piri Colosimo – tromba (tracce 2, 3 e 7)
- Enrico Allavena – trombone (tracce 2, 3 e 7)
- Roy Paci – flicorno soprano (tracce 3, 6, 7 e 13), arrangiamento (traccia 13)
- Luigi Giotto Napolitano – tromba (tracce 3 e 7)
- Serenase – cori (tracce 3-5, 11)
- Dutch Nazari – voce (traccia 4), cori (traccia 6)
- Jolly Mare – sintetizzatore (tracce 4, 9 e 12)
- Tom Newton – armonica (traccia 8)
- Giorgio Montanini – voce (traccia 10)
- Sick & Simpliciter – xilofono (traccia 11)

Produzione
- Frank Sativa – direzione artistica, produzione (tracce 1, 4-9, 11), arrangiamento (tracce 2, 3 e 13)
- Peppe Petrelli – registrazione e missaggio (eccetto traccia 2), coproduzione, produzione aggiuntiva fiati
- Ezra – registrazione parte dei fiati
- Simone Squillario – mastering
- Kavah – produzione (tracce 1-4, 11-13)
- Maurizio Borgna – registrazione e missaggio (traccia 2)
- Willie Peyote – produzione (traccia 4)
- Josè Loggia – produzione (traccia 6)
- Luca Romeo – produzione (traccia 9)
- Jolly Mare – produzione (traccia 11), produzione aggiuntiva fiati

## Classifiche
| Classifica (2018) | Posizione massima |
| ----------------- | ----------------- |
| Italia            | 8                 |